# 宇都宮市立城山中央小学校
宇都宮市立城山中央小学校（うつのみやしりつしろやまちゅうおうしょうがっこう）は、栃木県宇都宮市大谷町にある公立小学校。

## 沿革
- 1873年（明治6年） - 荒針村大字七久保に「明保舎」と称し、設立する。
- 1880年（明治13年） - 字金沢に校舎を移築し、明保舎を田野に設立する。
- 1897年（明治30年） - 荒針尋常小学校を2校に分割し、現在の校地に開校する。
- 1901年（明治34年） - 高等科を併置、城山尋常高等小学校と改称する。
- 1910年（明治43年） - 大谷石造りの平屋校舎を新築する。
- 1924年（大正13年） - 木造平屋建校舎を新築落成する。
- 1941年（昭和16年） - 国民学校令の施行により、城山村立城山国民学校と改称する。
- 1947年（昭和22年） - 学校教育法の施行により、城山村立中央小学校と改称する。
- 1954年（昭和29年） - 宇都宮市に合併し、宇都宮市立城山中央小学校と改称する。
- 1955年（昭和30年） - 保健室・調理室・住宅等の整備終了、本校落成記念式挙行する。
- 1956年（昭和31年） - 宇都宮市立城山東小学校が分離、独立する。児童の一部が分離する。
- 1957年（昭和32年） - 創立60周年を迎える。校旗完成
- 1965年（昭和40年） - 体育館兼講堂完成する。
- 1967年（昭和42年） - 校庭拡張、創立70周年を迎える。
- 1970年（昭和45年） - プ－ル（25×15・鋼製）完成する。
- 1977年（昭和52年） - 創立80周年、記念事業として「まごころ広場」を設置する。
- 1987年（昭和62年） - 校舎改築のため、プレハブ仮校舎へ移転。旧校舎解体
- 1988年（昭和63年） - 新校舎に移転、創立90周年・新校舎落成記念　　野鳥保護モデル校に指定される。
- 1997年（平成9年） - 創立100周年記念式典挙行
- 2003年（平成15年） - 屋内運動場改築落成記念式典挙行、「まごころハウス」新築
- 2007年（平成19年） - 創立110周年記念事業として「まごころ広場」を整備
- 2015年（平成27年） - まごころルーム(教育相談室 兼 地域連携室)創設 防犯カメラ設置

## まごころ広場
- 創立80周年記念事業として、校舎北側に「まごころ広場」が設置された。ジャングルジムやすべり台が設けられているほか、休憩所である「つどいの家」や、音楽集会として用いられることもある「うたごえ広場」なども設置されている。
- 「まごころ広場の歌」が校歌に準ずる歌として存在する。

## 映画
- 1955年（昭和30年）に公開された映画『石山の歌』(佐藤武監督)は宇都宮市の大谷を舞台にした作品である[2]。音楽好きな女教師が生徒やその父母のかたくなな心を音楽で明るくしたという実話の物語で、当時の城山中央小学校校舎そして児童も登場する。

## 通学区域
- 学区としては、宇都宮市飯田町の一部、大谷町の一部、下荒針町の一部、田下町、田野町、福岡町の一部[3]。

## 交通
- 関東自動車停留所 城山中央小学校前